# خافيير سوتومايور
خافيير سوتومايور (بالإسبانية: Javier Sotomayor) (و. 1967  م) هو واثب عالي من كوبا، شارك في الألعاب الأولمبية الصيفية 2000، والألعاب الأولمبية الصيفية 1996، والألعاب الأولمبية الصيفية 1992.

## جوائز
حصل على جوائز منها:
- ميدالية بيسليت  [لغات أخرى]‏ (1998)
- جائزة أميرة أستورياس للرياضة  [لغات أخرى]‏ (1992).

## روابط خارجية
- خافيير سوتومايور على موقع الاتحاد الدولي لألعاب القوى (الإنجليزية)
- خافيير سوتومايور على موقع اللجنة الأولمبية الدولية (الإنجليزية)
- خافيير سوتومايور على موقع أوليمبيديا (الإنجليزية)